# Малотаябинское сельское поселение
Малотаябинское се́льское поселе́ние — муниципальное образование в Яльчикском районе Чувашии Российской Федерации.
Административный центр — деревня Малая Таяба.

## История
Статус и границы сельского поселения установлены Законом Чувашской Республики от 24 ноября 2004 года № 37 «Об установлении границ муниципальных образований Чувашской Республики и наделении их статусом городского, сельского поселения, муниципального района и городского округа»

## Население
| 2010  | 2012  | 2013  | 2014  | 2015  | 2016  | 2017  |
| ----- | ----- | ----- | ----- | ----- | ----- | ----- |
| 1413  | ↘1352 | ↘1315 | ↘1270 | ↘1226 | ↘1180 | ↘1149 |
| 2018  | 2019  | 2020  | 2021  |       |       |       |
| ↘1113 | ↘1056 | ↘1026 | ↘1006 |       |       |       |

## Состав сельского поселения
| № | Населённый пункт     | Тип населённого пункта          | Население |
| - | -------------------- | ------------------------------- | --------- |
| 1 | Малая Таяба          | деревня, административный центр | ↗747      |
| 2 | Малое Байдеряково    | посёлок                         | ↗44       |
| 3 | Новое Тоскаево       | посёлок                         | 0         |
| 4 | Новопоселенная Таяба | деревня                         | ↗118      |
| 5 | Петровка             | посёлок                         | ↗13       |
| 6 | Старое Янашево       | деревня                         | ↗725      |